# Schengen Uitvoeringsovereenkomst
De Schengen Uitvoeringsovereenkomst (SUO) werd in aanvulling op het Verdrag van Schengen op 19 juni 1990 getekend door de Beneluxlanden, Frankrijk en Duitsland.
Deze overeenkomst regelt de praktische implementatie van het vervagen van de grenzen, zoals in het Verdrag van Schengen werd afgesproken. Onderwerpen in deze overeenkomst zijn onder andere grensbewaking, visa, immigratie, asiel, politionele samenwerking en rechtshulp. Tevens vormt de overeenkomst de basis voor het Schengen-informatiesysteem.